# Selymes megállóhely
Selymes megállóhely egy Bács-Kiskun vármegyei vasúti megállóhely Kiskunfélegyháza településen, a MÁV üzemeltetésében. A város közigazgatási területének déli részén helyezkedik el, a névadó Selymes külterületi városrész nyugati szélén, közúti elérését csak önkormányzati utak biztosítják.

## Vasútvonalak
A megállóhelyet az alábbi vasútvonalak érintik:
- Cegléd–Szeged-vasútvonal

## Kapcsolódó állomások
A megállóhelyhez az alábbi állomások vannak a legközelebb:
- Kiskunfélegyháza vasútállomás (Cegléd–Szeged-vasútvonal)
- Petőfiszállás vasútállomás (Cegléd–Szeged-vasútvonal)

## Forgalom
| Járat             | Útvonal | Gyakoriság   |
| ----------------- | --- | ------------ |
| személyvonat      | Kiskunfélegyháza – Selymes – Petőfiszállás – Petőfiszállási tanyák – Csengele | Napi 1-2 pár |
| személyvonat      | Kiskunfélegyháza – Selymes – Petőfiszállás – Petőfiszállási tanyák – Csengele – Kisteleki szőlők – Kistelek – Kapitányság – Balástya – Őszeszék – Vilmaszállás – Szatymaz – Jánosszállás – Kiskundorozsma – Szeged                                                                      | Napi 4-5 pár |
| Napfény InterCity | Budapest-Nyugati – Zugló – Kőbánya-Kispest – Ferihegy (← Üllő) – (Monor →) (← Monorierdő) – (Pilis → Albertirsa →) Cegléd – (Nyársapát →) Nagykőrös – (Katonatelep →) Kecskemét – Városföld – (Kunszállás →) Kiskunfélegyháza (← Selymes ← Petőfiszállás)– Kistelek – Szatymaz – Szeged | Napi 1 pár   |